# Kaisei (Kanagawa)
Kaisei (開成町, Kaisei-machi) est un bourg du district d'Ashigarakami, dans la préfecture de Kanagawa, au Japon.

## Géographie

### Situation
Kaisei est situé sur dans l'ouest de la préfecture de Kanagawa.

### Municipalités limitrophes
| Minamiashigara | Sagamihara | Matsuda  |
| Minamiashigara | Kaisei     | Yamakita |
| Minamiashigara | Odawara    | Yamakita |

### Démographie
Au 1er novembre 2013, la population de Kaisei s'élevait à 16 758 habitants répartis sur une superficie de 6,56 km2. En février 2025, la population  était de 18 751 habitants.

## Histoire
Le bourg de Kaisei a été créé le 2 février 1955 de la fusion des villages de Sakata et Yoshidajima.

## Transports
Kaisei est desservi par la ligne Odakyū Odawara à la gare de Kaisei.